# Vorupør Mole
Vorupør Mole er en læmole på landingspladsen i Nørre Vorupør

## Historie
Til stor skuffelse for fiskerne i Vorupør foreslog en havnekommission i 1897, at en læmole burde bygges i Klitmøller. Fra starten af 1890'erne indledte Fiskercompagniet og den nystartede Fiskeriforening forhandlinger med staten om anlæg af en læmole i Vorupør med det formål at forbedre mulighederne for fiskeriet, selv under vanskelige forhold. Sagen trak ud, bl.a. fordi den daværende havnekommission var i tvivl om det rentable i foretagendet. Jens Munk-Poulsen skrev pjecen "Hvor bør Molen ligge?", og han argumenterede for at molen burde bygges i Vorupør, bl.a. fordi fiskeriudbyttet var ti gange større end i Klitmøller, hvilket han påviste via statistik fra Fiskeriberetningen. Fra samme sted påviste han, at fiskeriudbyttet i Vorupør i året 1898-1899 svarede til udbyttet i Lild, Hansted, Klitmøller, Agger, Harboøre, Fjaltring, Husby, Sønder-Lyngvig og Nymindegab – tilsammen. Hanstholm, Klitmøller og Vorupør lå i konkurrence om læmolen. I Folketinget trak Hanstholm og Vorupør sig sejrrigt ud af dysten, da det blev vedtaget at bygge læmoler i de to byer, sammen med beslutningen om opførelsen af en havn i Skagen. Byggeriet påbegyndtes i 1904, bl.a. med hjælp fra Titan som var den næststørste kran i verden. Vorupør havde nu badehotel, to købmænd og en bådbygger.
Molen flyttede et stort antal fiskere fra Sønder Vorupør til Nørre Vorupør pga. den bedre landingsplads, og Nørre Vorupør blev nu den store af de to Vorupører. 
Den 6. august 1908 besøgte kong Frederik VIII og dronning Louise af Sverige-Norge Nørre Vorupør for at besigtige molebyggeriet. Ved samme anledning blev Jens Munk-Poulsen tildelt Dannebrogsmændenes Hæderstegn for sin indsats i fiskeriets tjeneste. Molen stod færdig til indvielse i 1911.
Molen blev moderniseret i 1975-1977.

## Havnen der aldrig kom
Den 22. juni 1907 besøgte Finansudvalget Vorupør for at besigtige molebyggeriet, hvilket skabte landsdækkende mediebevågenhed. Vorupør Fiskeriforening fremlagde en plan for en havn, lavet sammen med Ingeniørfirmaet Saabye som arbejdede med molen. Jens Munk-Poulsen fremlagde planen for en havn på 56 tdr. land, svarende til Frederikshavn, og til en pris på 7-8 millioner kr. Den 5. december samme år anbefalede Dansk Fiskeriforenings Vestkysthavne-udvalg, at Vorupør var stedet for en havn, efter at Skagen Havn stod færdig.
I 1916 kom en betænkning fra Havnekommissionen om, at en havn burde anlægges med en dybde på 10-12 meter for at sikre den mod tilsanding, og året efter fremsættes der forslag om anlæg af en mindre havn til 4.2 millioner over 5 år i Hirtshals, og en større til 11.4 millioner over 15 år ved Hanstholm. Havnebyggeriet trådte vande indtil Hanstholm Havn indviedes i 1967.
56°57′39″N 8°21′46″Ø / 56.96083°N 8.36278°Ø